# فالدنبوخ
والدنبوخ (بالألمانية: Waldenbuch) هي مدينة وبلدة ألمانية تقع في بوبلينغين في ألمانيا. يقدر عدد سكانها بـ 8,588 نسمة .

## المدن التوأمة
مدينة Mylau هي مدينة توأمة لـوالدنبوخ.